# 중화 직업봉구 대연맹
중화 직업봉구 대연맹(중국어 정체자: 中華職業棒球大聯盟, 병음: Zhōnghuá Zhíyè Bàngqíu Dà Liánméng 중화 즈예방추 다롄멍[*], Chinese Professional Baseball League, CPBL)은 대만의 프로야구를 총괄하는 단체이자, 이 단체가 관장하는 프로야구 리그의 명칭이기도 하다. 줄여서 ‘중화직봉대연맹(中華職棒大聯盟)’ 또는 ‘중화직봉(中華職棒)’으로도 부른다.

## 개요
중화 직업봉구 대연맹은 1990년 중화 직업봉구 연맹으로 출범했는데 선수가 부족해 출범하자마자 미국에서 외국인 선수들을 대거 받아들였다. 타이완 현지에서는 이 해를 ‘직봉 원년’(職棒元年)이라 부르고 있으며, 2009년은 ‘직봉 20년’에 해당한다. 출범 당시의 참가단은 슝디 엘리펀츠(兄弟象), 웨이취엔 드래곤스(味全龍), 통이 라이온즈(統一獅), 싼샹 타이거스(三商虎)의 4개 구단이었으며,타오위안 시, 타이중, 타이난, 가오슝을 시작하여, 야구 경기장이 있는 도시를 순회하며 경기를 갖는 방식으로 개최하였다. 1993년 쥔궈 베어스(俊國熊)와 스바오 이글스(時報鷹)가 추가로 가입하여 총 6개 구단이 되었으며, 1997년에는 허신 웨일스(和信鯨)가 신규 가입하여 총 7개 구단이 되었다.
그러나 일부 선수들의 승부 조작 파문으로 인해 1997년 시즌 이후, 승부 조작 파문에 크게 연관되어 있었던 팀인 스바오 이글스가 해체되었고, 이후 1999년에는 싼샹 타이거스와 웨이취엔 드래곤스가 잇달아 해체되었으며 1998년부터는 한국 미국 일본을 본따 프랜차이즈제가 채택됐고 1990년부터 1997년까지는 선수구성-팀 운영방식에서 실업팀 수준을 넘지 못했다는 혹평이 있었다.
직업봉구의 전체적인 인기가 하락하던 때인 2003년에 중화 직업봉구 연맹과 타이완 직업봉구 대연맹의 두 리그가 통합을 하게 되었다. 중화 직업봉구 연맹에서 통이 라이온즈, 중신 웨일즈, 슝디 엘리펀츠, 싱농 불스(興農牛) 4개 구단이, 타이완 직업봉구 대연맹에서 나루완 타이양(那魯灣太陽)과 디이 진캉(第一金剛)의 2개 구단이 참가하여 총 6개 구단으로 구성된 중화연맹이 되었다. 이때 리그 이름을 현재의 중화 직업봉구 대연맹으로 바꾸었다.
2008년에 디미디어 티렉스가 중신 웨일즈와 연루된 승부조작 사건으로 인해 연맹에서 제명당했다. 그리고 시즌 직후 중신 웨일스도 팀 해산을 선언하였다. 이로써 중화 직업봉구 대연맹에는 4개의 구단만이 남게 되었으나 재창단 한 웨이취엔 드래곤스가 2020년부터 참가하기 사작했고 2022년 4월 27일 창단한 타이강 호크스가 2024년부터 1군 진입으로 해당 리그에 참여하며 다시 6구단체제가 되었다.

## 변천의 역사
- 1990년 - 중화직봉 리그가 슝디 엘리펀츠, 웨이취엔 드래곤스, 퉁이 라이온스, 싼샹 타이거스의 4개 구단 참여로 시작되다.
- 1993년 - 바르셀로나 올림픽 야구의 타이완 대표 선수를 다수 보유한 아마추어 구단인 쥔궈 베어스와 스바오 이글스가 새로 참가하다.
- 1995년 시즌 후: 쥔궈 베어스가 참가자격을 싱농으로 양도하는 것이 승인되어, 구단 명칭이 싱농 베어스(興農熊)로 바뀌다.
- 1996년 - 전기 리그 종료 후 싱농 구단은 쥔궈에 갖고 있던 45%의 구단 주식을 전부 매입하여, 싱농의 지분이 100%가 되다. 구단 명칭이 싱농 불스(興農牛)로 바뀌다.
- 1997년 - 아마추어 구단 허신 웨일스(和信鯨)가 새로 참가하다.
- 1998년 - 스바오 이글스가 승부조작 사건 검은 독수리 사건에 휘말려 선수 부족을 이유로 활동을 중단, 같은 해 가을에 해산되다.
- 1999년 - 싼샹 타이거스, 웨이취엔 드래곤스가 경영 부진으로 해산되다.
- 2002년 - 허신 웨일스가 중신 웨일즈(中信鯨)로 구단 명칭이 바뀌다.
- 2003년 - 타이완 대연맹(台灣大連盟)과 중화직봉이 통합하다. 타이완 대연맹에서 나루완 타이양 팀과 디이 진캉이 참가하다(단 나루완 타이양 팀의 참가 조건으로, 나루완 팀이 연내에 새로운 구단 매각 대상을 찾는 것).
- 2003년 - 나루완 타이양 팀이 청타이은행(誠泰銀行)을 스폰서로 받아들여, 업무제휴계약을 체결함. 팀 이름도 '청타이 타이양'(誠泰太陽)으로 바뀌다.
- 2003년 시즌 후 : 디이 진캉의 참가 자격을 라뉴에 양도하는 것이 승인되어,구단 명칭이 '라뉴 베어스'(La New熊)가 되다.
- 2003년 시즌 후 : 타이베이 타이양 팀의 스폰서였던 청타이은행이 타이양 팀을 정식 매입하다.
- 2004년 - 청타이 타이양 팀의 팀 명칭이 청타이 코브라스(誠泰COBRAS)로 바뀌다.
- 2008년 - 청타이 코브라스(誠泰 COBRAS)가 디미디어에 매입되면서 팀 이름이 디미디어 티렉스로 바뀌다.
- 2008년 - 디미디어 티렉스와 중신 웨일스가 승부조작 사건에 연루되어 디미디어는 연맹에서 제명당하고, 중신은 시즌 종료 후 팀 해산을 선언함.
- 2009년 - 슝디 엘리펀츠와 라뉴 베어스의 선수들이 승부조작 사건에 연루되어 상당수가 영구제명
- 2011년 - 시즌 전, 라뉴 베어스가 라미고 몽키스로 팀 이름을 바꾼다. 이와 함께 홈 구장과 유니폼 등을 바꾸는 등, 재창단에 가까운 변화를 했다.
- 2013년 - 싱농 불스가 이롄 그룹에 인수되어 팀 이름을 EDA 라이노스로 바꾼다. 기존의 4팀을 유지하고 쿠바팀이 파견되어 리그 컵 대회를 30경기 치르게 된다. 시즌 후 슝디 엘리펀츠가 중신 그룹으로의 매각이 결정되고, 대만 건설그룹 중 하나인 메이푸에서 2015년까지 제5구단을 창단하겠다고 선언하지만 5구단 창단 실행이 무기한 연기된다.
- 2016년 9월 - EDA 라이노스가 푸방 금융지주에 인수되어 팀 이름을 푸방 브레이브스로 바꾼다.
- 2021년 - 2019년 재창단한 웨이취안 드래건스가 1군 진입으로 5구단 체제가 되었다.
- 2024년 - 2022년부터 2군 리그에 참가했던 타이강 호크스의 1군 진입에 따라[6] 6구단 체제가 되었다.

## 참가 구단들
| 팀명              | 중국명         | 연고지            | 홈구장                       | 수용규모 | 설립연도 | 가입연도                |
| ----------------- | -------------- | ----------------- | ---------------------------- | -------- | -------- | ----------------------- |
| 중신 브라더스     | 中信兄弟       | 타이중시          | 타이중 저우지 야구장         | 20,000   | 1984     | 1990                    |
| 퉁이 라이온즈     | 統一7–ELEVEN獅 | 타이난시          | 타이난 시립 야구장           | 12,000   | 1989     | 1990                    |
| 푸방 가디언스     | 富邦悍將       | 신베이시          | 신좡 야구장                  | 12,500   | 1989     | 1993                    |
| 라쿠텐 몽키스     | 樂天桃猿       | 타오위안시        | 라쿠텐 타오위안 야구장       | 20,000   | 2003     | 2003                    |
| 웨이취안 드래건스 | 味全龍         | 타이베이시 신주시 | 톈무 야구장 신주 시립 야구장 | 10,000   | 1988     | 1990–1999 2020 (재창단) |
| 타이강 호크스     | 台鋼雄鷹       | 가오슝시          | 가오슝 청칭후 야구장         | 20,000   | 2022     | 2023                    |

### 과거의 팀
- 스바오 이글스 (時報鷹) (1993–1997)
- 싼샹 타이거스 (三商虎) (1990–1999)
- 중신 웨일스 (中信鯨) (1997–2008)
- 디미디어 티렉스 (米迪亞暴龍) (2003–2008)

## 같이 보기
- 타이완 베이스볼 써머 리그
- 대만 직업봉구 대연맹